# Roger von Aldenburg
El barón Roger von Aldenburg (21 de octubre de 1827-Viena, 14 de octubre de 1906) fue un noble y diplomático austríaco, nieto por vía ilegítima de Clemente de Metternich.

## Biografía
Fue fruto de la relación de Víctor de Metternich y de  Claire de Maillé de La Tour-Landry, duquesa consorte de Castries. Esta relación se inició en 1822. Roger quedó huérfano de padre en 1829, cuando este murió de tuberculosis.
En la década de 1830 su madre mantuvo una relación platónica con el escritor Honoré de Balzac. Como consecuencia de esta relación, Roger sería el dedicatario del cuento La Filandière, parte de los Contes Drolatiques de Balzac.

Cuando contaba con 15 años, en 1843, la tercera mujer de su abuelo Clemente, Melania  describió que Roger:
ha crecido bastante, tiene buen aspecto y da la mejor impresión.
Hacia 1854 superó los exámenes que le permitieron incorporarse al servicio diplomático del Imperio austríaco. En 1857 era agregado en la embajada austríaca en Roma. El año siguiente fue destinado a ser secretario de la embajada austríaca en Londres, pasando posteriormente a París.
Murió el 14 de octubre de 1906 en su residencia de Viena. Fue enterrado en el cementerio central de la ciudad.

## Títulos, órdenes y cargos

### Títulos
- Freiherr (barón)

### Órdenes
- Caballero comendador de la Real Orden de San Esteban de Hungría. (1866,  Imperio austríaco)[10]
- Caballero comendador de la Real Orden Güélfica. ( Reino de Hannover)[11]
- Caballero de la Orden Imperial de Nuestra Señora de Guadalupe (1864, Segundo Imperio mejicano)[12][11]
- Caballero gran cruz de la Orden de San José (Gran ducado de Toscana)[11]
- Caballero de la Orden de San Gregorio Magno. ( Estados Pontificios)[11][13]
- Caballero de la Orden de Pío IX. (1856,  Estados Pontificios)[14][11]
- Caballero de la Orden del Águila Roja. (

 Reino de Prusia)
- Caballero del Orden de Osmaniye. ( Imperio otomano)[15]
- Afiliado a la Orden Teutónica (Marianer)[16]

### Cargos
- Consejero íntimo actual del Emperador de Austria (1868)[17]